# Borowina (powiat zamojski)
Borowina – wieś w Polsce położona w województwie lubelskim, w powiecie zamojskim, w gminie Stary Zamość.
W latach 1975–1998 miejscowość należała administracyjnie do województwa zamojskiego.
Wieś jest sołectwem w gminie Stary Zamość. Według Narodowego Spisu Powszechnego z roku 2011 wieś liczyła 163 mieszkańców.
Wierni Kościoła rzymskokatolickiego należą do parafii Wniebowzięcia Najświętszej Maryi Panny w Starym Zamościu.

## Historia
Borowina Staro-Zamojska, wieś i folwark w powiecie zamojskim, gminie Stary Zamość, parafii Sitaniec. Według spisu z 1827 roku było tu 83 domów zamieszkałych przez 576 mieszkańców (Opisu dostarczył Bronisław Chlebowski w SgKP tom I str.321).